# ألين هوبز
ألين هوبز هو ضابط وسياسي أمريكي، ولد في 30 يوليو 1899 في لوويل في الولايات المتحدة، وتوفي في 23 نوفمبر 1960 في مركز والتر ريد الطبي العسكري الوطني ‏ في الولايات المتحدة. انتخب حاكم ساموا الأمريكية ‏ (8 فبراير 1944 – 27 يناير 1945).